# مدرع قزم
المدرع القزم (الاسم العلمي: Zaedyus) (بالإنجليزية: Dwarf armadillos)‏ هو جنس من الحيوانات يتبع فصيلة المدرعات المتدثرة وأشباهها من رتبة الحزاميات.

## أنواع المدرع القزم
- مدرع بيشي